# Радищев, Вячеслав Петрович
Радищев Вячеслав Петрович (11 марта 1896 года, Хвалынск, Саратовская область — 25 октября 1942 года, Казань) — советский химик-неорганик. Праправнук писателя А. Н. Радищева.

## Биография

### Из истории семьи Радищевых

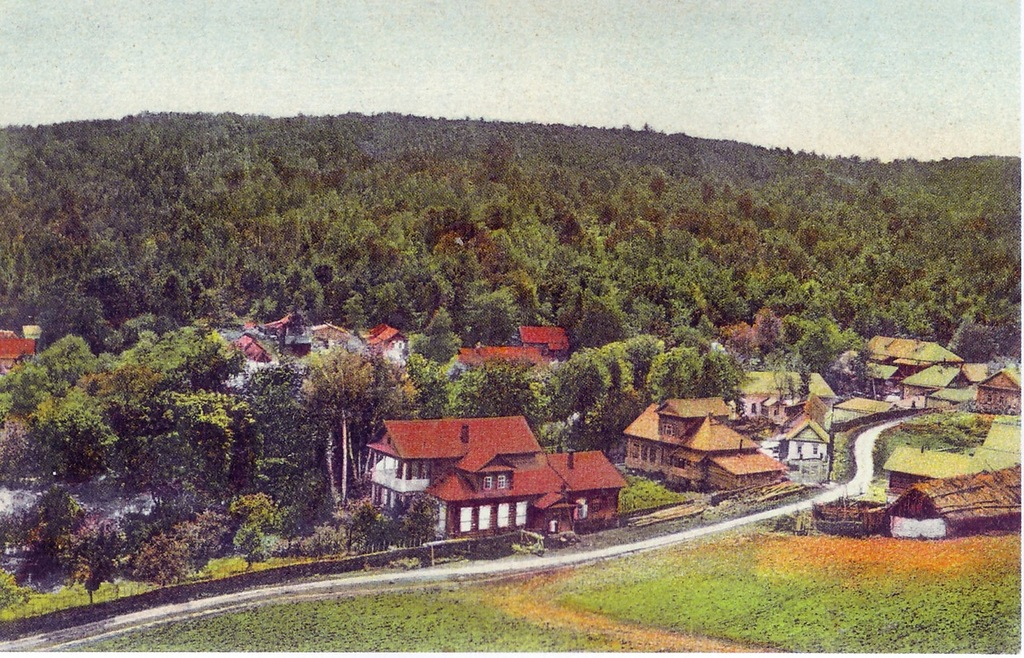
Хвалынск в начале XX века

Родился 11 марта 1896 года в городе Хвалынске Саратовской губернии, где его дед Алексей Васильевич (сын Василия Александровича Радищева) был городским головой в 1870—1904 годы. За 34 года пребывания в этой должности Алексей Васильевич сумел превратить этот провинциальный городок в благоустроенный и уютный город. А деревня Верхнее Аблязово Кузнецкого уезда Саратовской губернии (ныне село Радищево (Пензенская область))- это бывшее имение Радищевых.
От брака с Анной Львовной Михайловой (дочерью купца) у него родились дети, которые оставили заметный след в истории страны . Сын Михаил был городским судьёй, членом Саратовской учёной Архивной комиссии (СУАК), орнитологом, археологом и фотографом. Михаил Радищев был основателем Исторического музея в Хвалынске. Петр был талантливым скрипачом, его сын Вячеслав Петрович Радищев стал видным химиком-неоргаником. Дочь Антонина — пианистка. После смерти Анны Львовны в 1889 году она осталась при отце. Лев — художник и писатель, оставил после себя яркое художественное наследие и книги. Младшая дочь Ольга — врач. Был еще сын Анатолий, о котором сведений сохранилось мало.
В августе 2015 года в городе Хвалынске Саратовской области состоялась встреча потомков известных хвалынских фамилий: Радищевых, Петровых-Водкиных, Лавровых и др.

### Дальнейшая жизнь и деятельность

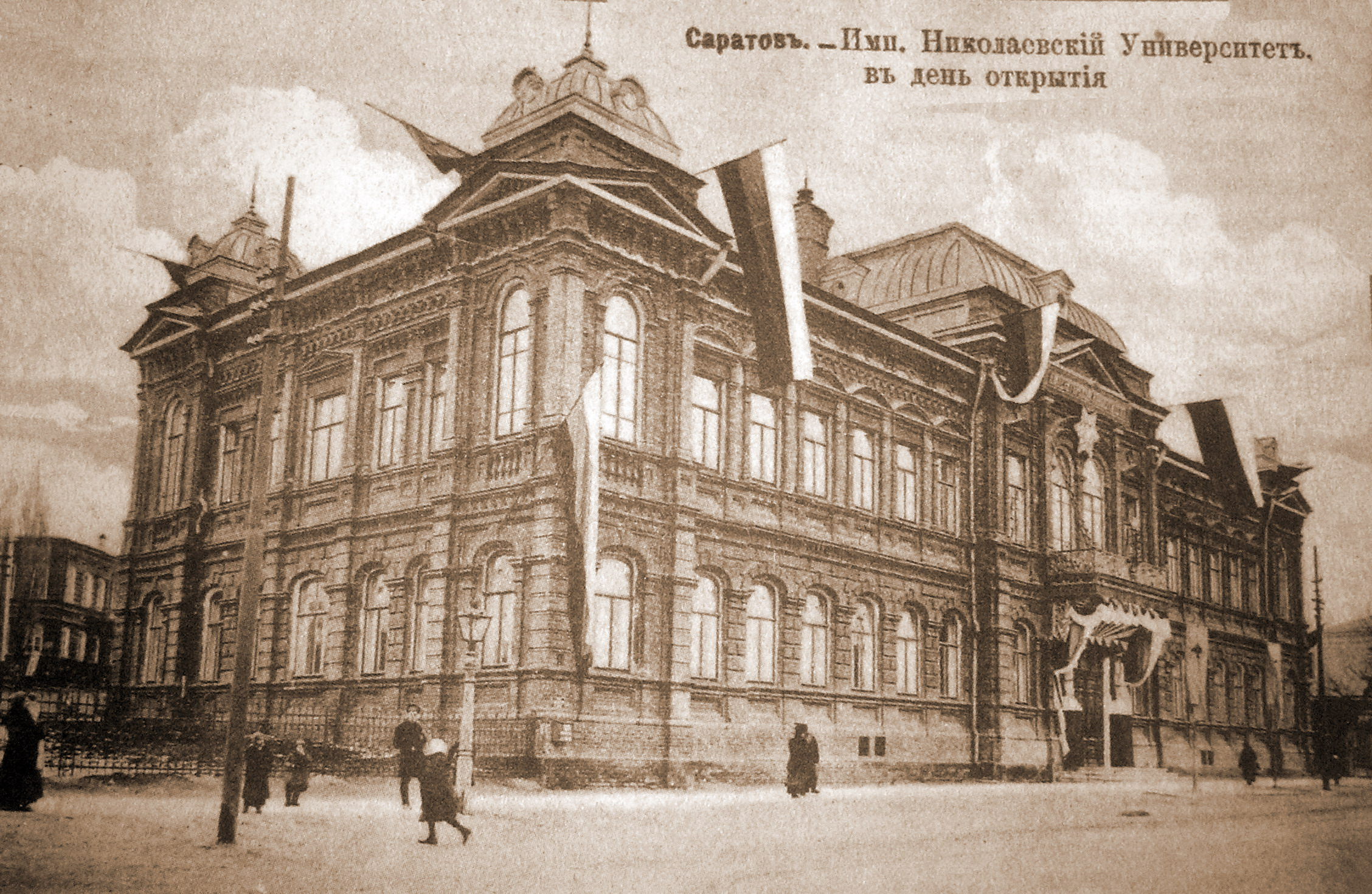
Саратовский университет в день открытия.1909 год

В 1924 году Радищев окончил Саратовский университет. В 1922—1930 годы работал на Волжской биологической станции в Саратове.
В 1930—1931 годы работал в Ленинградском научно-исследовательском ихтиологическом институте В 1931 году начал работать в Лаборатории общей химии АН СССР.
Основные работы В. П. Радищева посвящены гидрохимии пресных и соленых природных водоемов, исследованию солевых систем в водных растворах и расплавах и др.
Радищев установил сезонные изменения содержания солей в водах озера Эльтон (так называемый годичный цикл озера). Предложил новые методы построения диаграмм состава многокомпонентных солевых систем с помощью простейших многомерных фигур и др.
Скончался 25 октября 1942 года в Казани.